# U 140 (U-Boot, 1918)
U 140, auch Kapitänleutnant Weddigen nach Otto Weddigen genannt, war ein deutscher U-Kreuzer, der im Sommer 1918 im Nordatlantik vor der US-amerikanischen Küste operierte. Er wurde als Beuteschiff 1921 während einer Übung von einem Zerstörer der US Navy versenkt.

## Geschichte
U 140 war nach U 151 und U 156 das dritte deutsche U-Boot, das während des Ersten Weltkriegs gegen den nordamerikanischen Schiffsverkehr eingesetzt wurde. Kommandant war Korvettenkapitän Waldemar Kophamel. Am 6. August 1918 zerstörte der Kreuzer das Diamond-Shoal-Feuerschiff vor Cape Hatteras. Am 10. August entkam er nur knapp einem Wasserbombenangriff des Zerstörers Stringham. U 140 hatte den brasilianischen Dampfer Uberaba verfolgt, der einen Notruf absetzen konnte. Nach Halpern handelte es sich um die einzige Begegnung zwischen einem Zerstörer und einem U-Boot in nordamerikanischen Gewässern. Durch ausströmendes Öl, das durch Lecks entstand, war Kophamel gezwungen, den Einsatz abzubrechen. Kophamel hatte während des Einsatzes rund 30.000 t Schiffsraum versenkt.
Auf der Rückreise wurde der Kreuzer per Funktelegrafie von U 117 kontaktiert, dem der Treibstoff auszugehen drohte. Offenbar Ende September trafen sich beide Boote vor den Färöern, wo U 140 rund 25.000 Liter Treiböl an U 117 abgab, das dadurch wieder die Heimat erreichen konnte.
Am 23. Februar 1919 wurde U 140 an die Vereinigten Staaten ausgeliefert. Das Boot wurde am 22. Juli 1921 durch den Zerstörer Dickerson während einer Übung vor Cape Charles durch Artillerie versenkt.